# Matra 670
Matra 630-680 är en serie sportvagnar, tillverkade av den franska industrikoncernen Matra mellan 1967 och 1974.

## Bakgrund
Matra arbetade främst mot flygindustrin, men byggde även plastkarosser till René Bonnets lilla sportbil D’Jet. René Bonnet tävlade i sportvagnsracing med bilen och när företaget gick omkull 1964 tog Matra över verksamheten under namnet Matra Sport. Matra satsade på både sportvagnar och formel 1. Man satte upp ett ambitiöst mål: att vinna såväl formel 1-VM som Le Mans 24-timmars.
Matras första prototyp, 610, var baserad på D’Jet och försedd med en fyrcylindrig motor från Lotus. Nästa prototyp, 620, var en större bil med en tvåliters V8-motor från BRM. Bilen debuterade på Le Mans 1966, men var mest avsedd som ett testfordon inför kommande säsonger.

## Utveckling

### 630
Matra 630 debuterade 1967, med ett nytt chassi uppbyggt av ett stort antal svetsade rör. Tidiga bilar hade BRM-motorn, men senare under säsongen byttes denna mot en betydligt större V8 från amerikanska Ford.
1968 fick bilen Matras egen motor. Det var en treliters V12:a, som även användes i Matras formel 1-bil.

### 640
Matra 640 var en prototyp som togs fram till Le Mans-loppet 1969. Tekniken hämtades från 650-modellen, men bilen hade en strömlinjeformad kaross, avsedd att ge högsta möjliga toppfart. Dessvärre förstördes bilen i en olycka vid en testkörning inför loppet.

### 650
Matra 650 debuterade på Le Mans 1969. Bilen var en vidareutveckling av 630-modellen, med ny öppen kaross och starkare motor.
Matra hade hittat en samarbetspartner i Chrysler Europe och sportvagnarna kallades därefter ofta Matra-Simca.

### 660
Matra 660 debuterade på Le Mans 1970. Bilen hade fått ett helt nytt chassi och ny kaross. Utvecklingen hämmades av att Matra under de här åren fokuserade på sin formel 1-satsning.

### 670
1972 kom så Matra 670. Bilen hade vidareutvecklats med mer aerodynamiska former och starkare motor. Till Le Mans 1973 fick bilen ett nytt chassi och kallades 670B.

### 680
Den sista utvecklingen av Matras sportvagn blev 680, som debuterade på Le Mans 1974. Bilen hade fått ännu en ny kaross. Efter säsongen drog sig Matra tillbaka från motorsporten.

## Tekniska data
| Tekniska data           | 630                                                                   | 640                                                                   | 650                                                                   | 660                                                                   | 670                                                                   | 680                                                                   |
| ----------------------- | --------------------------------------------------------------------- | --------------------------------------------------------------------- | --------------------------------------------------------------------- | --------------------------------------------------------------------- | --------------------------------------------------------------------- | --------------------------------------------------------------------- |
| Motor:                  | Mittmonterad 12-cylindrig V-motor                                     | Mittmonterad 12-cylindrig V-motor                                     | Mittmonterad 12-cylindrig V-motor                                     | Mittmonterad 12-cylindrig V-motor                                     | Mittmonterad 12-cylindrig V-motor                                     | Mittmonterad 12-cylindrig V-motor                                     |
| Cylindervolym:          | 2999 cm³                                                              | 2999 cm³                                                              | 2999 cm³                                                              | 2999 cm³                                                              | 2999 cm³                                                              | 2999 cm³                                                              |
| Borrning x slaglängd:   | 79,7 x 50,0 mm                                                        | 79,7 x 50,0 mm                                                        | 79,7 x 50,0 mm                                                        | 79,7 x 50,0 mm                                                        | 79,7 x 50,0 mm                                                        | 79,7 x 50,0 mm                                                        |
| Max effekt vid varvtal: | 385 hk vid 9 500 v/min                                                | 410 hk vid 9 800 v/min                                                | 410 hk vid 9 800 v/min                                                | 450 hk vid 10 500 v/min                                               | 450 hk vid 10 500 v/min                                               | 480 hk vid 10 500 v/min                                               |
| Ventilstyrning:         | Dubbla överliggande kamaxlar per cylinderrad, 4 ventiler per cylinder | Dubbla överliggande kamaxlar per cylinderrad, 4 ventiler per cylinder | Dubbla överliggande kamaxlar per cylinderrad, 4 ventiler per cylinder | Dubbla överliggande kamaxlar per cylinderrad, 4 ventiler per cylinder | Dubbla överliggande kamaxlar per cylinderrad, 4 ventiler per cylinder | Dubbla överliggande kamaxlar per cylinderrad, 4 ventiler per cylinder |
| Bränslesystem:          | Lucas bränsleinsprutning                                              | Lucas bränsleinsprutning                                              | Lucas bränsleinsprutning                                              | Lucas bränsleinsprutning                                              | Lucas bränsleinsprutning                                              | Lucas bränsleinsprutning                                              |
| Växellåda:              | 5-växlad manuell                                                      | 5-växlad manuell                                                      | 5-växlad manuell                                                      | 5-växlad manuell                                                      | 5-växlad manuell                                                      | 5-växlad manuell                                                      |
| Hjulupphängning fram:   | Dubbla tvärlänkar, skruvfjädrar, krängningshämmare                    | Dubbla tvärlänkar, skruvfjädrar, krängningshämmare                    | Dubbla tvärlänkar, skruvfjädrar, krängningshämmare                    | Dubbla tvärlänkar, skruvfjädrar, krängningshämmare                    | Dubbla tvärlänkar, skruvfjädrar, krängningshämmare                    | Dubbla tvärlänkar, skruvfjädrar, krängningshämmare                    |
| Hjulupphängning bak:    | Dubbla tvärlänkar, skruvfjädrar, krängningshämmare                    | Dubbla tvärlänkar, skruvfjädrar, krängningshämmare                    | Dubbla tvärlänkar, skruvfjädrar, krängningshämmare                    | Undre tvärlänkar, övre längslänkar, skruvfjädrar, krängningshämmare   | Undre tvärlänkar, övre längslänkar, skruvfjädrar, krängningshämmare   | Undre tvärlänkar, övre längslänkar, skruvfjädrar, krängningshämmare   |
| Bromsar:                | Hydrauliska skivbromsar                                               | Hydrauliska skivbromsar                                               | Hydrauliska skivbromsar                                               | Hydrauliska skivbromsar                                               | Hydrauliska skivbromsar                                               | Hydrauliska skivbromsar                                               |
| Chassi & kaross:        | Fackverksram i stål med glasfiberkaross                               | Fackverksram i stål med glasfiberkaross                               | Fackverksram i stål med glasfiberkaross                               | Aluminiummonocoque med glasfiberkaross                                | Aluminiummonocoque med glasfiberkaross                                | Aluminiummonocoque med glasfiberkaross                                |
| Hjulbas:                | 244 cm                                                                | 244 cm                                                                | 244 cm                                                                | 256 cm                                                                | 256 cm                                                                | 256 cm                                                                |
| Torrvikt:               | 750 kg                                                                | 750 kg                                                                | 750 kg                                                                | 700 kg                                                                | 700 kg                                                                | 700 kg                                                                |

## Tävlingsresultat

### Sportvagns-VM 1967
Matra 630 körde sin första tävling i sportvagns-VM på Le Mans 1967 med BRM-motorn. Stallets båda bilar bröt. Senare under säsongen körde man ett par mindre tävlingar utanför mästerskapet med Ford-motor.

### Sportvagns-VM  1968
1968 tävlade Matra med sin egen V12-motor. Bilen debuterade på Spa 1000 km, med Henri Pescarolo och Robert Mieusset. Tyvärr tog de sig inte i mål. På Le Mans låg bilen tvåa, när paret Pescarolo / Johnny Servoz-Gavin tvingade bryta med punktering efter 22 timmar.

### Sportvagns-VM  1969
1969 tog Matra en fjärdeplats på Le Mans, genom Piers Courage och Jean-Pierre Beltoise i den nya 650:n. En 630 kom på femte plats. Efter ytterligare en fjärdeplats på Watkins Glen slutade Matra femma i mästerskapet.
I december tog Matra sin första större seger i sportvagnsracing på Montlhery, utanför VM.
I formel 1 hade Matra Sport uppnått sitt första mål, då man vann konstruktörsmästerskapet 1969.

### Sportvagns-VM  1970
Säsongen 1970 dominerades av femlitersvagnarna Ferrari 512 och Porsche 917. Matra lyckades bara få till två femteplatser, på Sebring 12-timmars och sedan på Monza 1000 km, vilket räckte till en fjärdeplats i VM.

### Sportvagns-VM  1971
1971 var ett förlorat år för sportvagnarna. Matra koncentrerade resurserna på formel 1-stallet. I sportvagnsmästerskapet lyckades man inte skrapa ihop en enda poäng.

### Sportvagns-VM  1972
Till 1972 ändrade FIA reglementet och begränsade motorstorleken till tre liter. Detta gynnade Matra, som satsade allt på ett kort. Stallet körde bara en tävling under säsongen: Le Mans.  Den nya bilen, 670:n, bestod provet och satsningen slutade med en dubbelseger, med Henri Pescarolo och Graham Hill högst upp på pallen och därmed hade Matra nått även sitt andra mål.

### Sportvagns-VM  1973
Till 1973 drog sig Matra Sport ur formel 1 och fokuserade på sportvagnsmästerskapet. Stallet vann fem av säsongens tio tävlingar, däribland på Le Mans, där Henri Pescarolo och Gérard Larrousse vann med den nya 670B och Matra tog sin första mästerskapstitel.

### Sportvagns-VM  1974
1974 var Matra helt överlägsna och vann nio av tio tävlingar. På Le Mans tog Henri Pescarolo och Gérard Larrousse stallets tredje raka seger.
Efter sin andra raka mästerskapstitel valde Matra att dra sig tillbaka från motorsporten.